# Dymasius asperulus
Dymasius asperulus är en skalbaggsart som beskrevs av Holzschuh 2006. Dymasius asperulus ingår i släktet Dymasius och familjen långhorningar. Inga underarter finns listade i Catalogue of Life.